# Oiseau (outil)

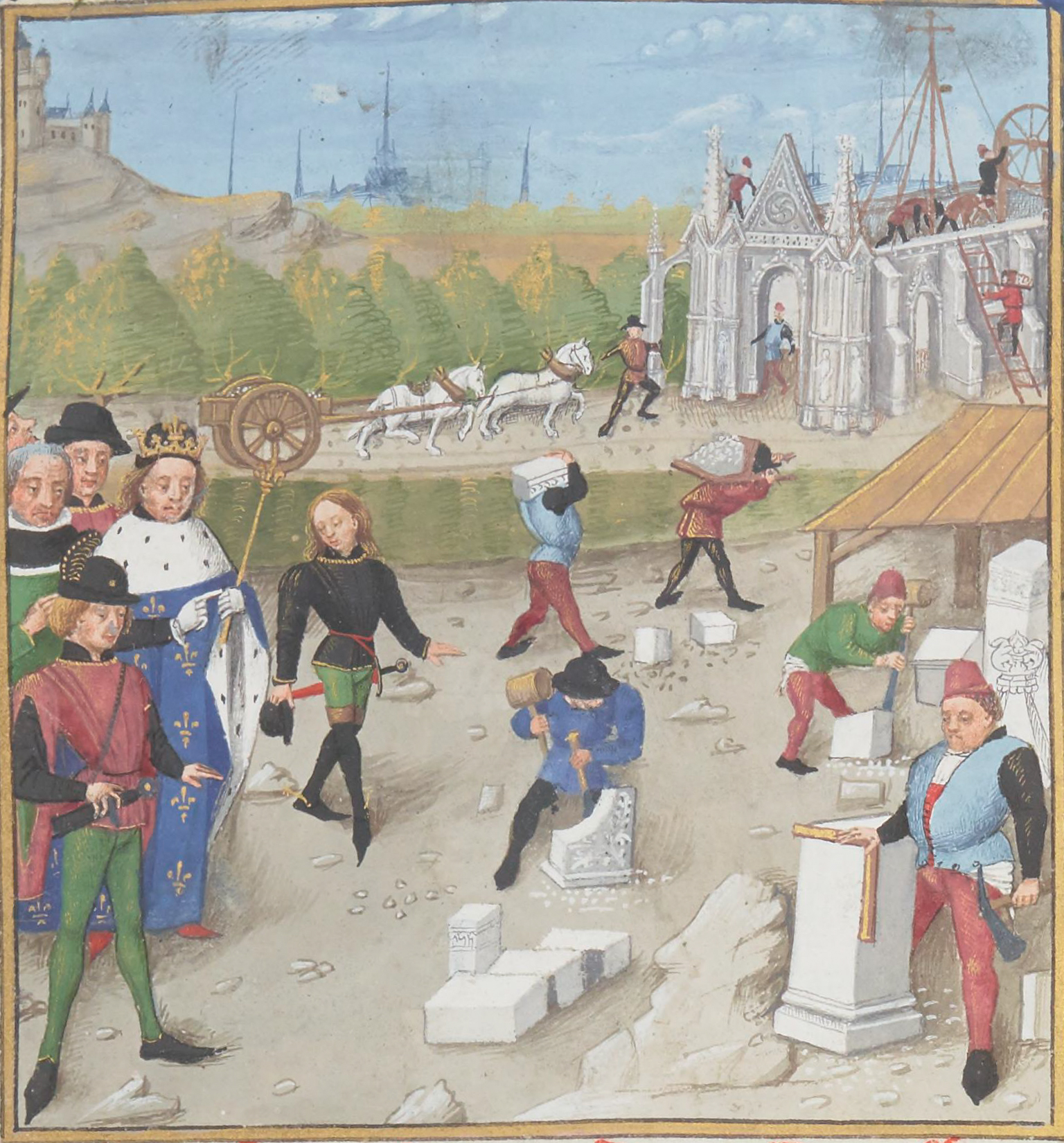
Un ouvrier transporte du ciment dans un oiseau de maçon sur son dos, tandis qu'un second monte l'échelle, portant l'oiseau sur son épaule (Dagobert visitant le chantier de la construction de Saint-Denis, enluminure de Robinet Testard dans les Grandes Chroniques de France, 1471).

Pour les articles homonymes, voir oiseau (homonymie).
L'oiseau est un matériel de portage à dos d'homme utilisée par les manœuvres et les maçons pour transporter du mortier. Aujourd'hui, l'usage de ce matériel a été abandonné. 

## Descriptions
Il existe plusieurs sortes d'oiseaux : 
- constitué de deux planches à angle droit, l'une d'elles se prolongeant par deux manches permettant de le porter sur les épaules, l'autre se prolonge le long du dos pour répartir la charge
- Dans la région de Bordeaux, on fabriquait des oiseaux avec trois planchettes carrées assemblées à l'équerre et fixées à une fourche métallique.

- Dans la région du Forez, on creusait un morceau de tronc équarri que l'on posait sur une épaule et qui était maintenu à l'avant par un manche transversal.

Le chargement de l'oiseau s'effectuait à la pelle à l'aide d'un trépied ou chèvre. Le mortier devait être ferme de manière à ne pas s'étaler et se répandre par terre. 
Dans l'Encyclopédie ou Dictionnaire raisonné des sciences, des arts et des métiers: Oiseau, terme de Maçonnerie, signifie une espèce de demi-auget composé de planches légeres, arrondies par une extrémité, & jointes en équerre par l’autre, dont celle d’en-bas est posée horisontalement sur deux-morceux de bois en forme de bras assez longs ; & celle d’en-haut est attachée à deux autres petits bâtons, qui tombent d’aplomb sur chacun des bras. C’est sur cette petite machine que de jeunes manœuvres, qu’on nomme goujats, portent sur leurs épaules le mortier aux maçons & limosins, lorsque le service ne se peut faire à la pelle. (D.J.)